# 1275
1275 (MCCLXXV) je bilo navadno leto, ki se je po julijanskem koledarju začelo na sredo.

## Dogodki

### Slovenija
- Umrlega lavantinskega škofa Herborda nasledi Gerhard iz Enstala

### Mongolski imperij
- 4. marec - Kitajski astronomi poročajo o popolnem sončevem mrku.
- marec - Mongolska invazija na Kitajsko: še ena vojaška zmaga za Mongole, ki se jim številčnejši, a vojaško nepripravljeni Kitajci pod dinastijo Južni Song ne znajo in zmorejo zoperstaviti. Slednji poraz odnese s kitajskega dvora osovraženega kanclerja Jia Sidaa, ki je kmalu za tem umorjen. Preostali ministri poskušajo doseči mir z Mongoli, a je že prepozno za vsako diplomacijo. 1276 ↔
  - Vojna med Kublajkanom in Čagatajskim kanatom: Kaidu, vladar Čagatajskega kanata, poseže v osrednji Ujgurijo, ki je v Kublajkanovi interesni sferi. Kublajkanova vojska mora pretiti na tradicionalen nomadski način bojevanja, kar ji predstavlja težavo, zato ne doseže večjih uspehov proti Kaiduju. 1277 ↔
- Marko Polo prispe po večletnem potovanju skupaj s stricem in očetom v Kublajkanovo poletno rezidenco Xanadu.
- Kitajski nestorijanski kristjan turkmenskega rodu in diplomat Rabban Bar Sauma se odpravi iz Pekinga na romanje proti Jeruzalemu. 1278 ↔
- Kraljevina Singasari z Jave napade kraljevino Jambi na Sumatri, ki je pred kratkim izkazala tribut Mongolom. 1289 ↔
- Egiptovski sultan Bajbars opravi še en uničujoč plenilski pohod po Kilkijski Armeniji, vazalu Ilkanata.
- Mongolska Zlata horda še v tretje organizira večji povračilni plenilski pohod po Litvi.

### Ostalo
- 11. januar - Konstantinopelski patriarh Jožef I. abdicira iz protesta do združevanja grške in latinske Cerkve. Cesar Mihael VIII. Paleolog instalira novega, bolj uslužnega, patriarha Janeza Bekosa.
- 22. april - Angleški kralj Edvard I. z izdajo Westminsterskega statuta (I) reformira zakonodajo. Med drugim predviteva enake postopke sojenja in razsodb za ista kazniva dejanja ne glede na stan kršilca.
  - Gusarji v službi Edvarda I. ugrabijo valižansko princeso Eleanoro Montforško, soprogo (neobvladljivega) valižanskega princa Llywelyna ap Gruffudda. Z ugrabitvijo začeme izsiljevati Llywelyna, ki si je med kraljevo odsotnostjo utrdil oblast v večini Walesa.

- 14. junij - Bitka pri Hovi, Švedska: švedskega kralja Valdemarja porazi njegov mlajši brat Magnus, ki se posluži pomoči Dancev. Valdemar pobegne na Norveško in Magnus se okrona za novega švedskega kralja (III.)
- september - Bitka pri Éciji, rekonkvista: združeni Marinidi in Granadski emirat premagajo kastiljsko vojsko. Kralj Alfonz X. je z muslimani prisiljen skleniti mir. 
  - Papež Gregor X. še z dekretom odvzame Alfonzu X. naziv nemškega kralja.
- 8. oktober - Bitka pri Ronaldswayju: bolje opremljena škotska viteška vojska brez težav premaga zadnje ostanke milic vikinške žepne kraljevino otoka Man in uveljavi oblast na tem otoku.
- 27. oktober - Holandski grof Florijan V. podeli Amsterdamu davčno avtonomijo.
- Umrlega antiohijskega kneza in tripolitanskega grofa Bohemonda VI. nasledi sin Bohemond VII., ki pa podeduje edinole mesti Tripoli in Latakijo, obe prepolni beguncev. 1277 ↔
- 12. december - Bitka pri Roccavioneju, vojne med gibelini in gvelfi: piemontski gibelini (komuna Asti, marki Montferrat in Saluzzo) preprečijo neapeljsko invazijo Karla Anžujskega, ki je imel nekaj manjših posesti v Piemontu. 1277 ↔
- Marinidi zavzamejo Alžir in s tem pomaknejo svojo mejo močno proti vzhodu Magreba.
- Ustanovljeno je švedsko mesto Malmö.
- Francoski pesnik Jean de Meun razširi (← 1230) viteško pesnitev Roman o roži (Roman de la Rose).
- Izum urnega regulatorja v obliki krone olajša izdelavo mehanskih ur.
- Miramar, Majorka: majorški učenjak Rajmond Llull ustanovi jezikovno šolo za učenje arabščine, da bi bodoče misijonarje pripravil za delo.

## Rojstva
- 27. september - Ivan II., vojvoda Brabanta († 1312)

Neznan datum
- Aymer de Valence, angleški plemič, 2. grof Pembroke († 1324)
- Durand iz St. Pourçaina, francoski teolog in filozof († 1334)
- Gasan Joseki, japonski soto budistični mojster († 1366)
- Gediminas, litvanski veliki knez († 1341)
- Herman Brandenburški, mejni grof Brandenburg-Salzwedela († 1308)
- John de Stratford, canterburyjski nadškof, angleški zakladnik in kancler († 1348)
- Lorenzo Maitani, italijanski (sienski) arhitekt († 1330)
- Luther von Braunschweig, veliki mojster vitezov križnikov († 1335)
- Marsilij iz Padove, italijanski filozof († 1342)
- Muso Soseki, japonski zen budistični menih, kaligraf, pesnik in estetik († 1351)
- Fudživara Tameie, japonski pesnik (* 1198)
- Walter Burley, angleški logik, filozof in teolog († 1344)

## Smrti
- 6. januar - Ramon de Penyafort, katalonski dominikanec, pravnik, svetnik (* 1175)
- 24. marec - Beatrika Angleška, princesa, hči Henrika III. (* 1242)
- 26. februar - Margareta Angleška, škotska kraljica (* 1240)

Neznan datum
- Bohemond VI., antiohijski knez, tripolitanski grof (* 1237)
- Ferdinand de la Cerda, kastiljski kronski princ (* 1253)
- Herbord, lavantinski škof
- Ulrik Liechtensteinski, avstrijski vitez in pesnik (* 1200)